# Chomoutovské jezero
Chomoutovské jezero je jezero chráněné jako přírodní památka v okrese Olomouc. Jezero vzniklo zatopením jámy vzniklé po těžbě štěrkopísků. Nachází se v Hornomoravském úvalu na území olomoucké místní části Chomoutov, deset kilometrů severně od centra krajského města a 2,5 km severně od soutoku Oskavy a Moravy na pravém břehu prvně jmenovaného toku do jehož povodí náleží. Rozloha činí 85 ha. Dosahuje maximální hloubky dva metry a leží v nadmořské výšce 220 m.

## Historie
Již před druhou světovou válkou zde probíhala těžba štěrkopísku pro místní potřebu. Systematická těžba začala v roce 1964. V letech 1976 až 1987 bylo jezero využíváno k vodohospodářským účelům, za účelem výroby pitné vody. Poté došlo k přirozenému zhoršení kvality vody. Jezero je využíváno k rekreaci a rybolovu.
V roce 1993 bylo Chomoutovské jezero poprvé vyhlášeno jako chráněné území v kategorii přírodní rezervace. Dne 1. ledna 2011 bylo Správou CHKO Litovelské Pomoraví vyhlášeno znovu, tentokrát jako přírodní památka.

## Pobřeží dno, ostrovy
V jezeře je několik ostrovů. Skládá se ze dvou vodních ploch označovaných jako Velké (nebo Větší) a Malé (nebo Menší). Větší jezero má tvar trojúhelníku a v jeho jižní části se nacházejí dva zalesněné ostrovy. Břehy jsou porostlé vegetací a podél západního břehu vede místní komunikace a silnice Olomouc–Pňovice.

## Ochrana přírody
Jezero s blízkým okolím bylo roku 1993 vyhlášeno přírodní rezervací o rozloze 106 ha v rámci tehdy zřízené chráněné krajinné oblasti Litovelské Pomoraví a je tedy také chráněné podle ramsarské smlouvy. Proti vysokému stupni ochrany tohoto jezera dlouhodobě protestují místní občané, kteří by na místě preferovali místo ochrany ptactva spíše zřízení přírodního koupaliště.

### Flóra
Z rostlin se zde kromě obvyklých vyskytují celík kanadský (Solidago canadensis) a javorovec jasanolistý (Acer negundo).

### Fauna
Břehy jsou zarostlé a obydlené ptáky. V mokřadech na březích se nachází významné hnízdiště racka černohlavého (Ichthyaetus melanocephalus) a racka chechtavého (Chroicocephalus ridibundus). Hojně se zde vyskytují kormorán velký (Phalacrocorax carbo), kachna divoká (Anas platyrhynchos), volavka popelavá (Ardea cinerea), potápka roháč (Podiceps cristatus), čírka modrá (Spatula querquedula), labuť velká (Cygnus olor). Výjimečně sem přilétají také bukáček malý (Ixobrychus minutus), chřástal vodní (Rallus aquaticus), pisík obecný (Actitis hypoleucos), ledňáček říční (Alcedo atthis), moudivláček lužní (Remiz pendulinus). Byl zde vysazen v minulosti vyhubený bobr evropský (Castor fiber), výsledky jehož činnosti jsou na pobřežních dřevinách patrné.

## Fotogalerie

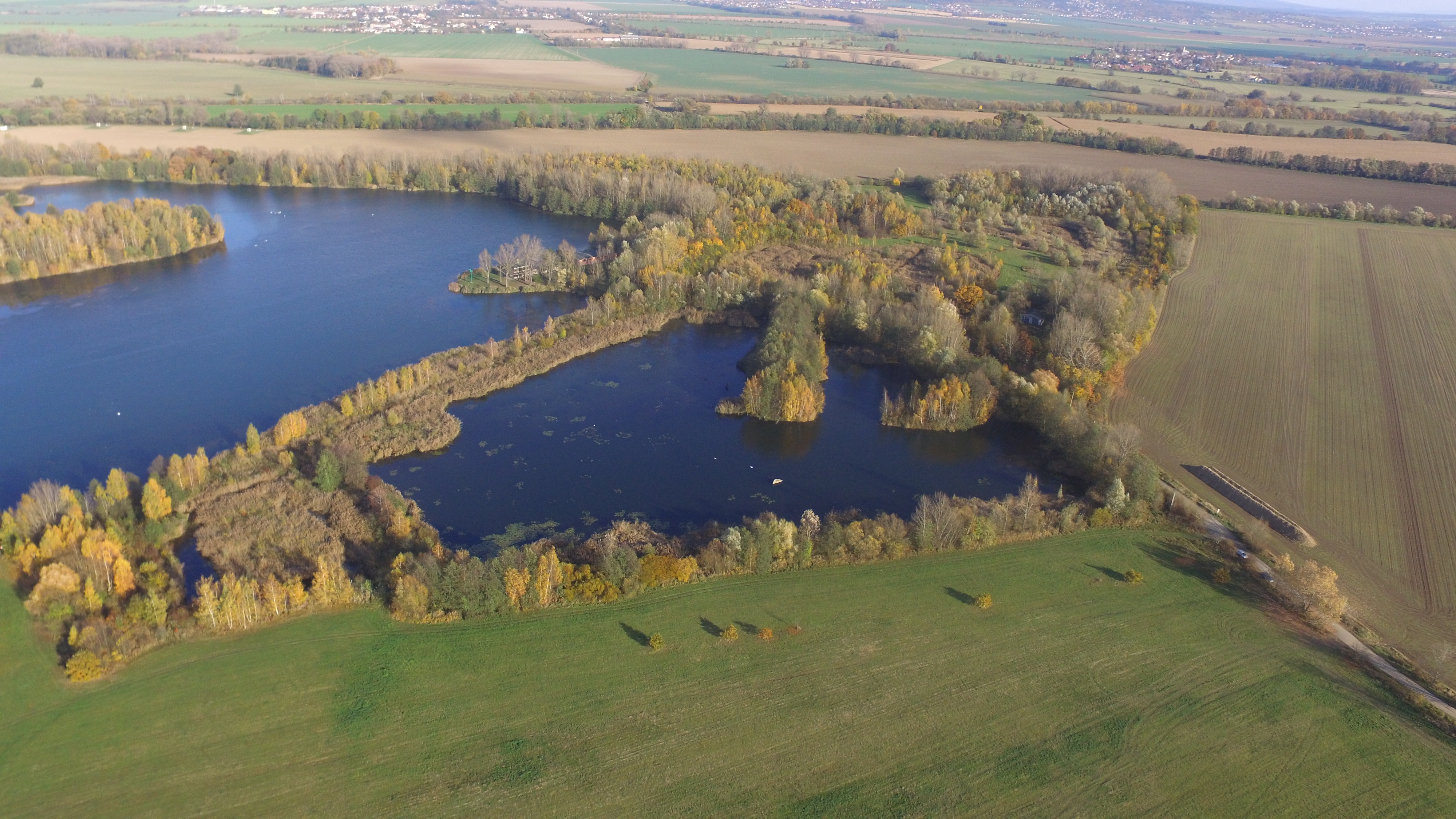
Chomoutovské jezero
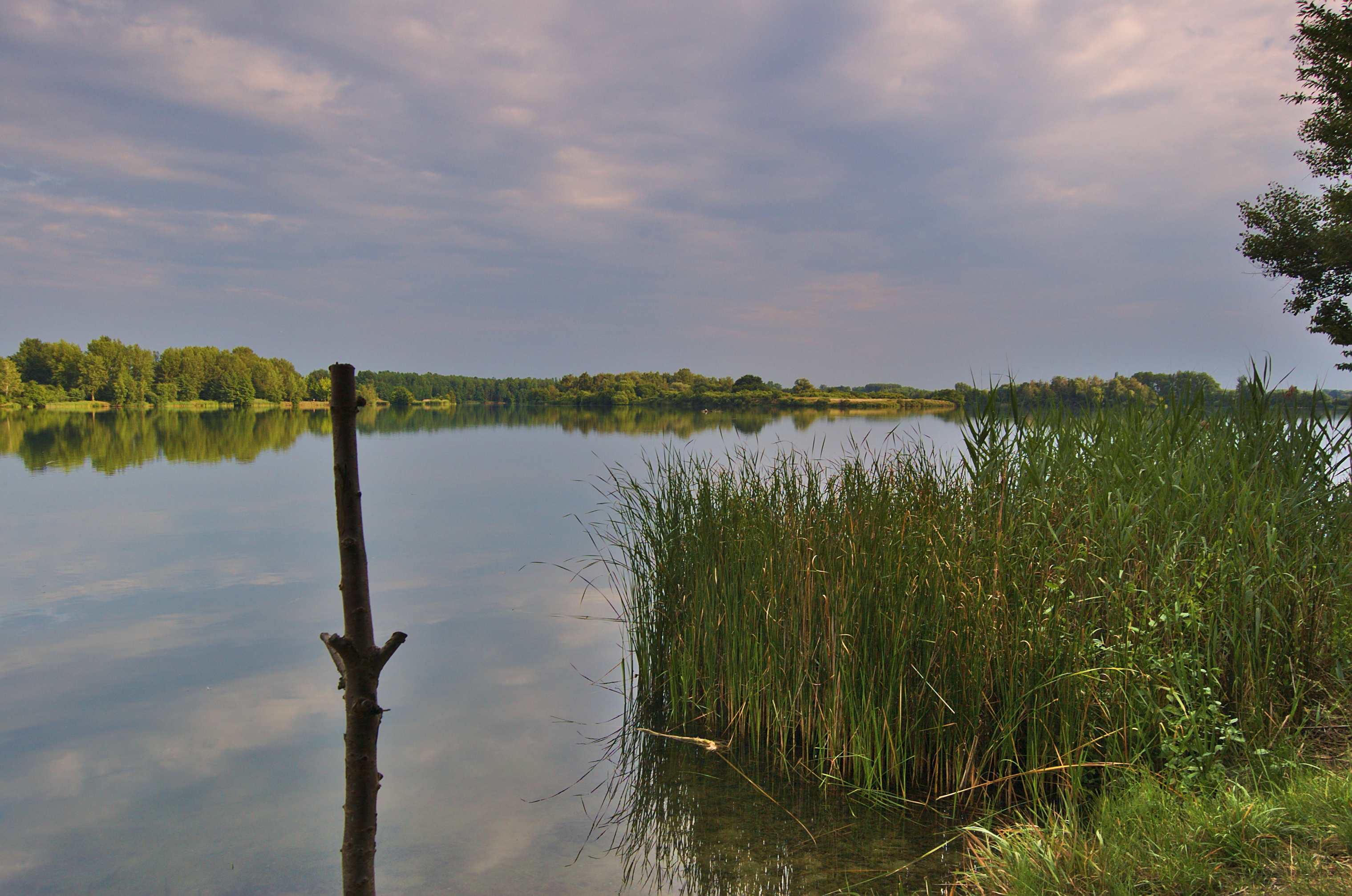
Chomoutovské jezero
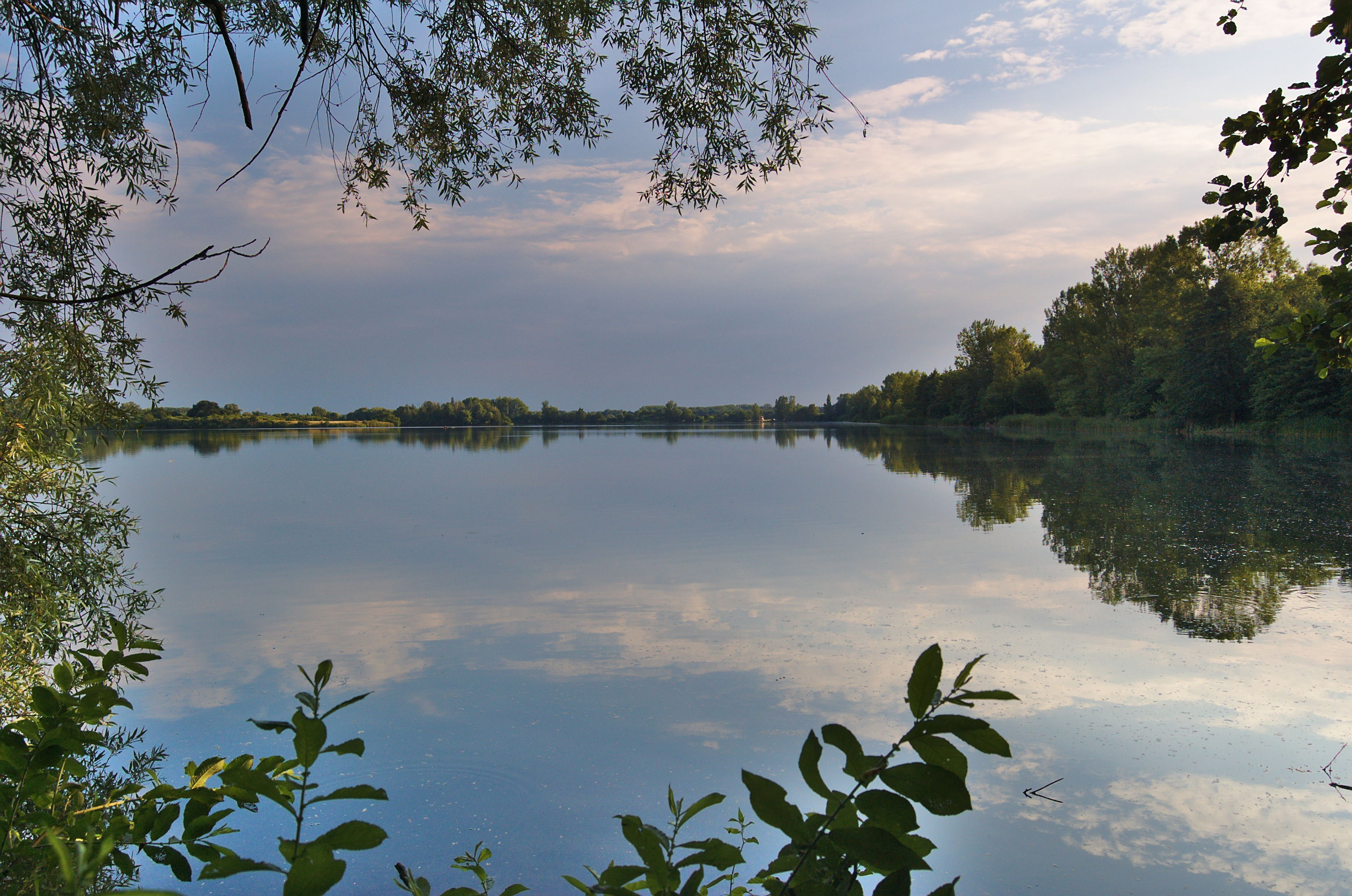
Chomoutovské jezero
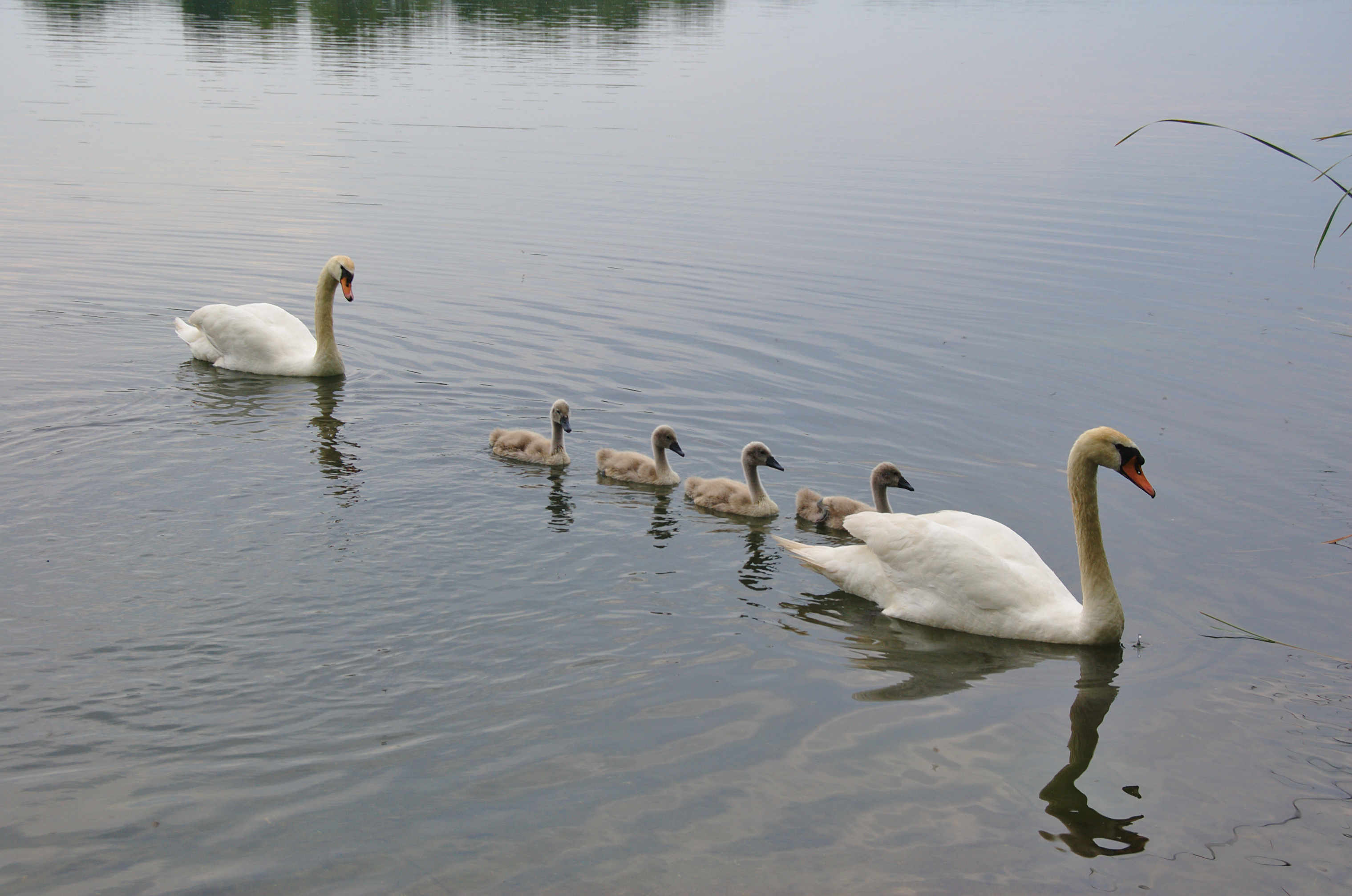
Labutí pár se čtyřmi mladými na jezeře